# Instytut Ameryk i Europy Uniwersytetu Warszawskiego
Instytut Ameryk i Europy (IAiE) – interdyscyplinarna jednostka naukowo-dydaktyczna Uniwersytetu Warszawskiego utworzona w 2002 roku.
W skład IAiE wchodzą:
- Centrum Europejskich Studiów Regionalnych i Lokalnych (EUROREG)
- Ośrodek Studiów Amerykańskich (OSA)

Do 30 września 2017 roku w skład IAiE wchodziło także Centrum Studiów Latynoamerykańskich UW (CESLA). Z dniem 1 października 2017 roku CESLA została zlikwidowana i włączona do OSA.

## Władze
- Dyrektor – dr hab. Tomasz Basiuk
- Zastępca Dyrektora ds. studenckich – dr Renata Siuda-Ambroziak
- Zastępca Dyrektora ds. finansowych i naukowych – dr hab. Mikołaj Herbst (urlop naukowy) - p/o dr hab. Maciej Smętkowski